# Renault R31
Der Renault R31 ist der 22. Formel-1-Rennwagen von Renault und der zweite seit der Übernahme des Rennstalls durch Genii Capital.

## Entwicklungsgeschichte
Der von James Allison konstruierte Wagen nahm an allen 19 Rennen der Formel-1-Saison 2011 teil und wurde zunächst vom Deutschen Nick Heidfeld sowie dem Russen Witali Petrow gesteuert. Nach elf Rennen wurde Heidfeld durch den Brasilianer Bruno Senna ersetzt. Rob White von Renault entwickelte den V8-Motor RS27-2011 mit KERS.

## Lackierung und Sponsoring
Der R31 war in schwarz-gold lackiert. Auf dem Fahrzeug werben Elf, Embratel, Genii Capital, Lada, Total und Trina Solar auf dem Fahrzeug.

## Ergebnisse
| Fahrer               | Nr.                  | 1  | 2    | 3  | 4 | 5  | 6   | 7   | 8  | 9  | 10  | 11  | 12 | 13  | 14 | 15 | 16  | 17 | 18 | 19 | Punkte | Rang |
| -------------------- | -------------------- | -- | ---- | -- | - | -- | --- | --- | -- | -- | --- | --- | -- | --- | -- | -- | --- | -- | -- | -- | ------ | ---- |
| Formel-1-Saison 2011 | Formel-1-Saison 2011 |    |      |    |   |    |     |     |    |    |     |     |    |     |    |    |     |    |    |    | 73     | 5.   |
| N. Heidfeld          | 09                   | 12 | 3    | 12 | 7 | 8  | 8   | DNF | 10 | 8  | DNF | DNF |    |     |    |    |     |    |    |    | 73     | 5.   |
| B. Senna             | 09                   |    |      |    |   |    |     |     |    |    |     | PO  | 13 | 9   | 15 | 16 | 13  | 12 | 16 | 17 | 73     | 5.   |
| W. Petrow            | 10                   | 3  | *17* | 9  | 8 | 11 | DNF | 5   | 15 | 12 | 10  | 12  | 9  | DNF | 17 | 9  | DNF | 11 | 13 | 10 | 73     | 5.   |

| Legende  | Legende            | Legende                                                          |
| Farbe    | Abkürzung          | Bedeutung                                                        |
| -------- | ------------------ | ---------------------------------------------------------------- |
| Gold     | –                  | Sieg                                                             |
| Silber   | –                  | 2. Platz                                                         |
| Bronze   | –                  | 3. Platz                                                         |
| Grün     | –                  | Platzierung in den Punkten                                       |
| Blau     | –                  | Klassifiziert außerhalb der Punkteränge                          |
| Violett  | DNF                | Rennen nicht beendet (did not finish)                            |
| Violett  | NC                 | nicht klassifiziert (not classified)                             |
| Rot      | DNQ                | nicht qualifiziert (did not qualify)                             |
| Rot      | DNPQ               | in Vorqualifikation gescheitert (did not pre-qualify)            |
| Schwarz  | DSQ                | disqualifiziert (disqualified)                                   |
| Weiß     | DNS                | nicht am Start (did not start)                                   |
| Weiß     | WD                 | zurückgezogen (withdrawn)                                        |
| Hellblau | PO                 | nur am Training teilgenommen (practiced only)                    |
| Hellblau | TD                 | Freitags-Testfahrer (test driver)                                |
| ohne     | DNP                | nicht am Training teilgenommen (did not practice)                |
| ohne     | INJ                | verletzt oder krank (injured)                                    |
| ohne     | EX                 | ausgeschlossen (excluded)                                        |
| ohne     | DNA                | nicht erschienen (did not arrive)                                |
| ohne     | C                  | Rennen abgesagt (cancelled)                                      |
| ohne     | keine WM-Teilnahme |                                                                  |
| sonstige | P/fett             | Pole-Position                                                    |
| sonstige | 1/2/3/4/5/6/7/8    | Punktplatzierung im Sprint-/Qualifikationsrennen                 |
| sonstige | SR/kursiv          | Schnellste Rennrunde                                             |
| sonstige | *                  | nicht im Ziel, aufgrund der zurückgelegten Distanz aber gewertet |
| sonstige | ()                 | Streichresultate                                                 |
| sonstige | unterstrichen      | Führender in der Gesamtwertung                                   |